# Melanie Lynskey
Melanie Jayne Lynskey (/ˈlɪnski/ LIN-skee; nascida em New Plymouth, Taranaki, Nova Zelândia, em 16 de maio de 1977) é uma atriz e dubladora neozelandesa.  Conhecida por suas representações de mulheres complexas e seu domínio dos dialetos americanos, ela trabalha predominantemente em filmes independentes e na televisão. Ela recebeu vários prêmios, incluindo dois Critics' Choice Awards e indicações para três Primetime Emmy Awards. Ela é mais conhecida pelo seu trabalho em Heavenly Creatures de Peter Jackson, como Rose em Two and a Half Men e pela série Yellowjackets, que lhe rendeu uma indicação ao Emmy do Primetime de melhor atriz em série dramática.
A atriz participou do filme Detroit Rock City (escrito e dirigido pelos membros da banda Kiss), no papel de Beth, e atuou como a irmã boazinha de Drew Barrymore no filme Ever After: A Cinderella Story (Para Sempre Cinderela), interpretando Jacqueline De Ghent. Ela participou também do filme The Informant!.

## Início da vida e carreira
Lynskey nasceu em New Plymouth, Taranaki, Nova Zelândia, filha de Kay Lynskey, uma agente imobiliária, e Tim Lynskey, um cirurgião ortopédico. O sobrenome deles é irlandês. Lynskey desempenhou um papel ativo na criação de seus irmãos; ela é a mais velha de cinco filhos e tem três irmãos e uma irmã. Ela foi criada na igreja Batista.
Quando ela tinha seis anos, a família de Lynskey mudou-se para a Inglaterra por um ano antes de retornar à Nova Zelândia. Ela lembra que se mudou "muito" por causa da profissão do pai: "Meu pai era estudante de medicina quando eu nasci, então ele estava estudando e indo para diferentes universidades. E então ele estava fazendo sua residência, então eu era sempre o garoto novo na escola". Mais tarde ela frequentou a New Plymouth Girls' High School, onde ela se envolveu no departamento de teatro e em peças da escola. Ela falou sobre ser tímida na escola e encontrar conforto na atuação: "Foi tão libertador ter alguém me dando as palavras para dizer e não ser eu mesma por um minuto. "Foi como se um peso tivesse sido tirado dos meus ombros". Depois de terminar o ensino médio, Lynskey estudou por um ano e meio na Universidade Victoria de Wellington, com especialização em literatura inglesa, mas desistiu para se concentrar em sua carreira cinematográfica.
Em 1993, com 16 anos, Lynskey ganhou seu primeiro papel como profissional atuando como Pauline Parker no filme Heavenly Creatures, ao lado de Kate Winslet. Mais de 500 atores jovens fizeram o teste, mas Lynskey foi escolhida, com Jackson recordando: " Uma das coisas que sabíamos sobre Pauline era que ela era incrivelmente espirituosa e inteligente, e Melanie era muito semelhante (...)  E sabíamos que se lançássemos uma pessoa inteligente, então eles acertariam. Melanie também é muito enigmática.(...)  Assim, o que procurávamos era uma atriz que tivesse esse tipo de aspeto que é próprio de uma verdadeira estrela de cinema: onde se pode filmar alguém sentado numa sala, sem fazer nada, e que continua a ser fascinante de se ver. Descobrimos isso em Melanie.
O filme foi lançado e aclamado pela crítica em 1994 com Richard Corliss da revista Time descrevendo sua performance como "perfeita, sem medo de encarnar a histeria adolescente". Heavenly Creatures fez com que Jackson e Fran Walsh ganhasse uma indicação ao Oscar de Melhor Roteiro Original. Lynskey foi nomeado para Melhor Atriz no Festival de Cinema da Nova Zelândia em 1995, por sua atuação.
Após o lançamento do filme, Lynskey concluiu o ensino médio, e começou a estudar na Universidade Victoria de Wellington. Durante esse tempo, ela fez uma breve aparição como uma deputada da polícia no outro filme de Jackson, The Frighteners.[carece de fontes?] Seu próximo filme era como Jacqueline De Ghent na produção da Fox, Ever After em frente com Drew Barrymore e Anjelica Huston, que foi rapidamente seguida por papéis em Detroit Rock City.
Em 2002, ela interpretou seu primeiro papel na televisão na minissérie de Stephen King, Rose Red. Ela então apareceu ao lado de Katie Holmes em Abandon e Reese Witherspoon em Sweet Home Alabama.

## 2003-presente
Em Shattered Glass, um drama de 2003 que gira em torno de um jornalista político, Lynskey desempenhou uma escritora da The New Republic. Baseado em uma história real, o filme mostrava a queda de Washington, o jornalista Stephen Glass (Hayden Christensen) e recebeu críticas extremamente positivas, como A. O. Scott do The New York Times referindo ele como "um grave, o exame bem observado de o exercício do jornalismo, e um drama astuto e surpreendentemente emocionante".
Também em 2003, ela conseguiu o papel de Rose, a vizinha doce de Charlie Harper (Charlie Sheen), a série de grande sucesso que  ganhou vários prêmios como o Emmy Award. A série frequentemente aparece no top 10 dos programas mais assistidos da televisão nos Estados Unidos.
Em 2006, ela esteve no filme Flags of Our Fathers e voltou para a Nova Zelândia no final de 2007 para um papel de protagonista no Show of Hands, que estreou no Festiva de Cinema de Montreal em 2008 e lhe rendeu uma indicação de Melhor Atriz no Aotearoa Film & Television Awards.
Mais recentemente, ela recebeu críticas empolgadas por seu desempenho no filme Away We Go, interpretando Munch Garnett. Wesley Morris do The Boston Globe escreveu "Lynskey dramatiza tristeza e com disfunção fisicalidade, tranquila... É o melhor desempenho no filme".
Ela também desempenhou o papel de Ginger Whitacre ao lado de Matt Damon na comédia de Steven Soderbergh chamada The Informant!, baseado no livro de Kurt Eichenwald. O filme estreou em 2009 no Festival Internacional de Cinema de Toronto. Soderbergh disse ao jornal Los Angeles Times, "Ela é tão assistível, você nunca sabe bem o que você vai conseguir, você só sabe que vai ser bom. Seus ritmos são muito incomuns, como a cadência e os tempos de sua reação às coisas, ea forma como ela meio que define uma frase. É apenas muito, muito interessante ".
Ela também participou dos filmes Leaves of Grass, em que ela co-estrelou com Edward Norton e Susan Sarandon, e também de Up in the Air, no qual ela interpretou Julie Bingham, a irmã mais nova da personagem de George Clooney.
Lynskey recentemente atuou nos filmes Win Win, ao lado de Paul Giamatti, Touchback oposto de Kurt Russell e Eye of the Hurricane oposto de Campbell Scott. Ela vai aparecer na próxima comédia da Focus Features chamada Seeking a Friend for the End of the World, ao lado de Steve Carell e Keira Knightley, e também na adaptação cinematográfica de Stephen Chbosky chamado The Perks of Being a Wallflower.

## Vida pessoal
Em 2001, ela conheceu o ator americano Jimmi Simpson, enquanto co-estrelar a minissérie de Stephen King, Rose Red. Eles ficaram noivos em 2005 e se casaram em 14 de abril de 2007, em uma capela com vista para uma vinha no Lago Hayes perto de Queenstown, Nova Zelândia. A sua melhor amiga Emily Deschanel que também esteve na minissérie Rose Red, era uma de suas damas de honra. Lynskey pediu o divórcio de Simpson em 25 de setembro de 2012, citando diferenças irreconciliáveis.

## Filmografia

### Filmes
| Ano  | Título                                          | Personagem                   | Nota(s)        | Ref.   |
| 1994 | Heavenly Creatures                              | Pauline Parker               |                |        |
| 1996 | The Frighteners                                 | Deputada                     |                |        |
| 1998 | Ever After                                      | Jacqueline De Ghent          |                |        |
| 1999 | Measureless to Man                              |                              | Curta-metragem | [ 40 ] |
| 1999 | Foreign Correspondents                          | Melody                       |                | [ 41 ] |
| 1999 | Detroit Rock City                               | Beth Bumsteen                |                |        |
| 1999 | But I'm a Cheerleader                           | Hilary Vandermuller          |                | [ 42 ] |
| 1999 | The Cherry Orchard                              | Dunyasha                     |                | [ 43 ] |
| 2000 | Coyote Ugly                                     | Gloria                       |                | [ 44 ] |
| 2001 | Snakeskin                                       | Alice                        |                | [ 45 ] |
| 2002 | Shooters                                        | Marie                        |                | [ 46 ] |
| 2002 | Abandon                                         | Mousy Julie                  |                |        |
| 2002 | Sweet Home Alabama                              | Lurlynn                      |                |        |
| 2003 | Claustrophobia                                  | Lauren                       |                | [ 47 ] |
| 2003 | Shattered Glass                                 | Amy Brand                    |                |        |
| 2004 | The Nearly Unadventurous Life of Zoe Cadwaulder | Zoe Cadwaulder               | Curta-metragem | [ 48 ] |
| 2005 | Say Uncle                                       | Susan                        |                | [ 49 ] |
| 2006 | Park                                            | Sheryl                       |                |        |
| 2006 | Flags of Our Fathers                            | Pauline Harnois              |                |        |
| 2007 | Itty Bitty Titty Committee                      | Senhora da cirurgia plástica | Sem créditos   | [ 50 ] |
| 2008 | Show of Hands                                   | Jess                         |                |        |
| 2008 | A Quiet Little Marriage                         | Monique                      |                | [ 51 ] |
| 2009 | Away We Go                                      | Munch Garnett                |                |        |
| 2009 | Up in the Air                                   | Julie Bingham                |                |        |
| 2009 | The Informant!                                  | Ginger Whitacre              |                |        |
| 2009 | Leaves of Grass                                 | Colleen                      |                |        |
| 2010 | Helena from the Wedding                         | Alice                        |                | [ 52 ] |
| 2011 | Win Win                                         | Cindy                        |                |        |
| 2011 | Touchback                                       | Macy                         |                |        |
| 2012 | Eye of the Hurricane                            | Amelia Kyte                  |                |        |
| 2012 | Hello I Must Be Going                           | Amy                          |                | [ 53 ] |
| 2012 | Seeking a Friend for the End of the World       | Karen                        |                |        |
| 2012 | The Perks of Being a Wallflower                 | Tia Helen                    |                |        |
| 2012 | Putzel                                          | Sally                        |                | [ 54 ] |
| 2013 | Teddy Bears                                     | Hannah                       |                | [ 55 ] |
| 2014 | Goodbye to All That                             |                              |                | [ 56 ] |
| 2014 | Happy Christmas                                 | Kelly                        |                | [ 57 ] |
| 2014 | They Came Together                              |                              |                |        |
| 2014 | Chu and Blossom                                 | Miss Shoemaker               |                |        |
| 2014 | We'll Never Have Paris                          | Devon                        |                | [ 58 ] |
| 2017 | XX                                              | Mary                         |                | [ 59 ] |
| 2021 | Don't Look Up                                   | June                         |                |        |

### Televisão
| Ano  | Título                            | Personagem              | Nota(s)                                                                    | Ref.   |
| 2002 | Rose Red                          | Rachel 'Sister' Wheaton | Eps: "1.1", "1.2", "1.3"                                                   |        |
| 2003 | The Shield                        | Marcy                   | Eps: "Partners", "Barnstormers"                                            |        |
| 2003 | Two and a Half Men                | Rose                    | 2003-2015                                                                  |        |
| 2007 | Drive                             | Wendy Patrakas          | 7 episódios                                                                | [ 60 ] |
| 2008 | Comanche Moon                     | Pearl Coleman           | Eps: "1.1", "1.2", "1.3"                                                   | [ 61 ] |
| 2008 | Psych                             | Emily Bloom             | Ep: "Black and Tan: A Crime of Fashion"                                    |        |
| 2008 | The L Word                        | Clea Mason              | Eps: "Lunar Cycle", "Loyal and True"                                       | [ 62 ] |
| 2009 | It's Always Sunny in Philadelphia | Kate                    | Ep: "The Gang Exploits the Mortgage Crisis"                                | [ 63 ] |
| 2010 | Memphis Beat                      | Annaliese Jones         | Ep: "Polk Salad Annie"                                                     |        |
| 2010 | The Life and Times of Tim         | Becky                   | 6 episódios (2010-2012)                                                    | [ 64 ] |
| 2012 | House, M.D.                       | Natalie Tavares         | Ep: "Better Half"                                                          | [ 65 ] |
| 2014 | Togetherness                      | Michelle Pierson        |                                                                            | [ 66 ] |
| 2017 | Girlboss                          | Gail                    | Eps: 7-"Long-Ass Pants"; 10- Vintage Fashion Forum"; 11- "Garbage Person". |        |
| 2021 | Yellowjackets                     | Shauna                  | 2021-Atualmente                                                            | [ 67 ] |
| 2023 | The Last of Us                    | Kathleen                |                                                                            |        |